# Зачерная (Большесосновский район)
Зачерная — деревня в Большесосновском районе Пермского края. Входит в состав Черновского сельского поселения.

## Географическое положение
Расположена на правом берегу реки Чёрная, вблизи места её впадения в реку Сива,
примерно в 2 км к западу от административного центра поселения, села Черновское.

## Население
| 2010 |
| ---- |
| 76   |

## Улицы
- Подгорная ул.

## Топографические карты
- Лист карты O-40-86 Черновское. Масштаб: 1 : 100 000. Состояние местности на 1983 год. Издание 1984 г.